# Vadim Mikolajovics Tiscsenko
Vadim Mikolajovics Tiscsenko, ukránul: Вадим Миколайович Тищенко (Horodok, 1963. március 24. – Dnyipropetrovszk, 2015. december 14.) olimpiai bajnok szovjet válogatott ukrán labdarúgó, középpályás, edző.

## Pályafutása

### Klubcsapatban
1981 és 1983 között a Nyiva Vinnicja, 1984-ben a Gyinamo Kijev II, 1985–86-ban a SZKA Karpatyi Lvov, 1987 és 1992 között a Dnyipro, 1992 és 1994 között az izraeli Hapóél Haifa labdarúgója volt. A Dnyipróval egy-egy szovjet bajnoki címet és kupagyőzelmet ért el.

### A válogatottban
1987 és 1990 között nyolc alkalommal szerepelt a szovjet válogatottban. Tagja volt az 1988-as szöuli olimpián aranyérmes együttesnek, de mérkőzésen nem szerepelt a tornán.

### Edzőként
1996–97-ben a Dnyipro segédedzője, 1998-ban a vezetőedzője volt. 1999-ben a Krivbasz Krivij Rih második csapatában a szakmai munkáját irányította, majd 2000–01-ben az első csapat pályaedzője volt. 2001-től haláláig a Dnyipro segédedzőjeként tevékenykedett. 2005-ben és 2010-ben ideiglenesen az első csapat vezetőedzője volt.

## Sikerei, díjai
Szovjetunió
- Olimpiai játékok
  - aranyérmes: 1988, Szöul

 Dnyipro
- Szovjet bajnokság
  - bajnok: 1988
- Szovjet kupa
  - győztes: 1989